# 陳江 (明朝)
陳江，广东潮州府潮阳县人，明朝政治人物、同进士出身。

## 生平
弘治十四年（1501年）辛酉科廣東鄉試舉人，正德九年（1514年）登甲戌科进士，十五年十月授任南京戶科給事中。十六年十二月参与尚書喬宇为首的大禮議，嘉靖元年（1522年）弹劾以论劾尚书趙璜，告病归乡。